# Wereldtentoonstelling van 1982
De Wereldtentoonstelling van 1982 (ook bekend als Knoxville International Energy Exposition) was een wereldtentoonstelling die van 1 mei tot 31 oktober 1982 plaatsvond in de Amerikaanse stad Knoxville, Tennessee. Het thema van de wereldtentoonstelling was Energy Turns the World. Het evenement trok meer dan 11 miljoen bezoekers.
Australië, België, de Bondsrepubliek Duitsland, Canada, China, Denemarken, Egypte, Frankrijk, Griekenland, Hongarije, Italië, Japan, Luxemburg, Mexico, Nederland, Panama, Peru, de Filipijnen, Saoedi-Arabië, Zuid-Korea, het Verenigd Koninkrijk en de Verenigde Staten deden mee aan de tentoonstelling.
Voor de tentoonstelling werd de 81,07 hoge Sunsphere toren gebouwd. Dit gebouw bestaat nog steeds en is tegenwoordig een opvallend symbool van de stad Knoxville.